# Partido Republicano Baiano
Partido Republicano Baiano (PRB) foi um partido político brasileiro fundado em janeiro de 1927.

## História
A fundação do PRB remonta à criação da Concentração Republicana da Bahia (CRB) no início da década de 1920.

### Concentração Republicana da Bahia
Sua criação ocorreu durante a presidência de Artur Bernardes. Era época de crise para o grupo de José Joaquim Seabra. Ele predominava na política baiana desde 1912 e candidatou-se a vice-presidente na chapa de Nilo Peçanha na eleição de 1922 e perdeu. A derrota eleitoral impactou internamente o partido de Seabra, o Partido Republicano Democrata (PRD). Uma dissidência se formou e associou-se à aliados de Bernardes para fundar a Concentração Republicana da Bahia, com vistas às eleições parlamentares federais de 4 de fevereiro de 1923. Meses depois, em dezembro, a eleição para o governo da Bahia levou Góis Calmon, candidato da CRB, ao cargo máximo do Executivo estadual. Tal fato levou ao crescimento do partido, tanto em número de filiados, quanto em número de facções internas, destacando-se a dos calmonistas, dos mangabeiristas e dos ex-seabristas. Com a disputa interna partidária e a retirada de apoio de Seabra a Calmon na véspera da eleição, a política baiana desestabilizou-se.

### Partido Republicano Baiano
Com cenário desestabilizado, Calmon, agora governador, a fim da pacificação política e visando às eleições parlamentares federais e estaduais funda o Partido Republicano Baiano em janeiro de 1927. O PRB foi formado, então, por políticos jovens de alta escolaridade e prosseguindo as três facções anteriores no comando da política estadual. Por outro lado, aos chefes tradicionais coube a política local dos municípios. Dessa forma, o partido dominou a política baiana, sem grandes opositores, até a Revolução de 1930. A partir desse episódio, o PRB passou a ser oposição. Os principais líderes do partido estavam em importantes cargos e foram destituídos após 1930.
Em fins de 1932, Otávio Mangabeira, apesar de exilado, junto a aliados e lideranças do PRB organizaram a fundação da Liga de Ação Social e Política (LASP), cuja principal reivindicação era um baiano civil no comando do estado.

## Principais membros
- Góis Calmon, fundador do partido e presidente do estado da Bahia.[1]
- Vital Soares, presidente do estado da Bahia e vice-presidente da República eleito ao lado de Júlio Prestes.[1][3]
- Otávio Mangabeira, ministro das Relações Exteriores do Governo Washington Luís e vereador de Salvador (1908-1912) e deputado federal (1921-1923).[4]
- Ernesto Simões Filho, líder da maioria na Câmara dos Deputados do Brasil.[1]
- João Mangabeira, deputado federal.[1]
- Miguel Calmon, deputado federal.[1]
- Wanderley de Pinho, deputado federal.[1]
- Pedro Lago[1]
- Vital Soares[1]
- Aureliano Leal[1]
- Antônio Calmon[1]
- César Sá, coronel[1]
- Álvaro Cova[1]
- Geraldo Rocha[1]
- Aloísio Lopes de Carvalho Filho[5]